# Szegedi kistérség
A Szegedi kistérség kistérség Csongrád-Csanád vármegyében, központja: Szeged. Területe 876 km². Lakossága 209 273 (2011. január 1.) fő.

## Települései
| Algyő       | Deszk       | Dóc      | Domaszék | Kübekháza   |
| Röszke      | Sándorfalva | Szatymaz | Szeged   | Tiszasziget |
| Újszentiván | Zsombó      |          |          |             |

## Fekvése
A szegedi kistérség Csongrád-Csanád vármegye déli részén a szerb határ mellett fekszik, Budapesttől 137 km-re délre-délkeletre. A kistérség központja és egyben székhelye Szeged. A Szegedet Budapesttel és Röszkénél a szerb határral összekötő M5-ös autópálya átvezet a kistérségen.
Szerbiával és a Vajdasággal Röszkénél közúti és vasúti, Tiszaszigetnél közúti határátkelőhely köti össze, de a román határ közelsége miatt tradicionálisan a Bánsággal is szoros kapcsolata van a térségnek. A legfontosabb közeli városok Hódmezővásárhely és Makó, illetve a határ túloldalán a Bánságban Nagyszentmiklós, Temesvár és Arad, a Vajdaságban pedig Szabadka.

## Külső hivatkozások
- Szegedi Kistérségi Portál
- Csongrád megye befektetői marketing kiadványa
- Kistérségi helyzetkép